# Hà Dũng
Hà Dũng (sinh năm 1952, tên khai sinh: Hà Hùng Dũng) là một nhạc sĩ, doanh nhân Việt Nam. Tuy từng là một nhạc sĩ, có nhiều thông tin liên quan với một số người đẹp, ca sĩ như Hồ Quỳnh Hương, Quách An An,..., nhưng nhiều người biết ông với tư cách là người sáng lập Hãng hàng không Indochina, hãng hàng không tư nhân thứ hai và hãng hàng không thứ năm của Việt Nam.

## Khởi đầu sự nghiệp
Nguyên tên ông là Hà Hùng Dũng, sinh tháng 10 năm 1952, con cả trong gia đình có 5 anh em. Được cho là sống xa gia đình từ nhỏ, năm 1972, ông tốt nghiệp phổ thông khi đã 20 tuổi. Tuy nhiên, chỉ 1 năm sau, ông được cử sang Liên Xô để học bậc Đại học và tốt nghiệp năm 1979. Sau khi về nước, ông thăng tiến rất nhanh trong sự nghiệp, lên đến chức Vụ phó và từng là một vụ phó trẻ nhất Việt Nam. Giữa tháng 4 năm 1982, ông làm trợ lý cho ông Võ Văn Kiệt, bấy giờ là Phó Chủ tịch Hội đồng Bộ trưởng. Giữa năm 1988, ông thôi việc, bắt đầu chuyển hướng làm doanh nhân.

## Chuyển sang làm doanh nhân
Năm 1990, ông sang Mỹ và tìm kiếm cơ hội kinh doanh tại đây. Cũng trong thời gian này, ông bắt đầu bước vào lĩnh vực hàng không. Năm 1997, ông thành lập Công ty Việt Hà, đại diện cho hãng Boeing tại Việt Nam, tư vấn chương trình nhà máy phát điện, kinh doanh địa ốc, tài chính...

## Bước vào giới nghệ sĩ
Từ năm 2002, ông bắt đầu được công chúng biết đến với vai trò là nhạc sĩ, qua các ca khúc "Hoài niệm", "Vào đời", "Tình yêu đợi chờ"..., cũng như những tin đồn về mối liên hệ với ca sĩ Hồ Quỳnh Hương. Năm 2006, ca khúc "Niềm hy vọng" do ông sáng tác và ca sĩ Hồ Quỳnh Hương trình bày đã đoạt giải Bài hát của tháng trong chương trình Bài hát Việt. Cho đến năm 2008, ông có 17 tác phẩm đã được trình diễn.
Hà Dũng gần như công khai đời sống tình cảm của mình và các dính líu với một số người đẹp, ca sĩ như Hồ Quỳnh Hương, Quách An An,...

## Giấc mơ bay không suôn sẻ
Là đại diện của Boeing tại Việt Nam, có khả năng tài chính cũng như mối quan hệ với các quan chức cấp cao, ông đã có ý định thành lập một hãng hàng không tư nhân để nhanh chóng chiếm lợi thế trong thị trường hàng không Việt Nam chuẩn bị bước vào giai đoạn cạnh tranh. Công ty Cổ phần Hàng không Tăng Tốc, với tên giao dịch AirSpeedUp JSC, với vốn điều lệ ban đầu là 200 tỷ đồng được cấp giấy phép thành lập từ tháng 5 năm 2007 và đến tháng 5 năm 2008, được cấp chứng nhận vận chuyển hàng không. Đây chính là tiền thân của Hãng hàng không Indochina, hãng hàng không tư nhân thứ 2 và là hãng hàng không thứ năm của Việt Nam.
Để chớp thời cơ, Indochina Airlines quyết định "tăng tốc". Ngày 25 tháng 11 năm 2008, chuyến bay thương mại đầu tiên chở ban lãnh đạo Hãng và một số hành khách đã cất cánh từ Thành phố Hồ Chí Minh đi Hà Nội. Indochina Airlines trở thành hãng hàng không thứ ba của Việt Nam cất cánh, sau Vietnam Airlines, Jetstar Pacific Airlines, trước cả VietJet Air.
Tuy nhiên, chỉ sau 1 năm hoạt động, hãng đã rơi vào thua lỗ, buộc phải dừng bay và ngừng hoạt động dù không tuyên cáo phá sản. Cho đến nay, do những khó khăn tài chính, hãng vẫn chưa thể hoạt động trở lại, dù Chủ tịch Hà Dũng nhiều lần tuyên bố sẽ bay lại. Bên cạnh đó, ông còn bị cáo buộc về việc nợ lương nhân viên cũng như nợ đối tác.